# ボードワン・ド・ラノワの肖像
『ボードワン・ド・ラノワの肖像』（ボードワン・ド・ラノワのしょうぞう、独: Bildnis des Baudouin de Lannoy、英: Portrait of Baudouin de Lannoy）は、初期フランドル派の巨匠ヤン・ファン・エイクが1435年ごろ、オーク板上に油彩で制作した絵画である。同時代のフランドルの政治家で、ブルゴーニュ公フィリップ3世 の侍従官でもあったボードワン・ド・ラノワを描いている。彼は、イングランド王ヘンリー5世の宮廷にも大使として派遣された。本作は今日、ベルリン絵画館 に所蔵されている。なお、絵画館では絵画の制作年を1438年ごろとし、その制作年であれば描かれているボードワンの当時の年齢50歳と一致するとしている。

## 歴史
現存する資料から、作品は、1431年にボードワンが金羊毛騎士団に入団したことを記念して委嘱されたことがわかっている。胸元に掛けている金色の鎖がその勲章である。作品が最初に記録されたのは、素描による作品の複製がアラス手稿に見出された時である。その素描の銘文には、人物の名ボードワン・ド・ラノワが記されている。
1428年から1429年の間、ボードワンは、ブルゴーニュ公フィリップ3世がポルトガル王女に求婚するためポルトガルに送った使節団に加わっていたが、ブルゴーニュ公の宮廷画家であったファン・エイクもこの旅行に同行した。したがって、ボードワンはファン・エイクを個人的に知っていたにちがいない。

## 作品

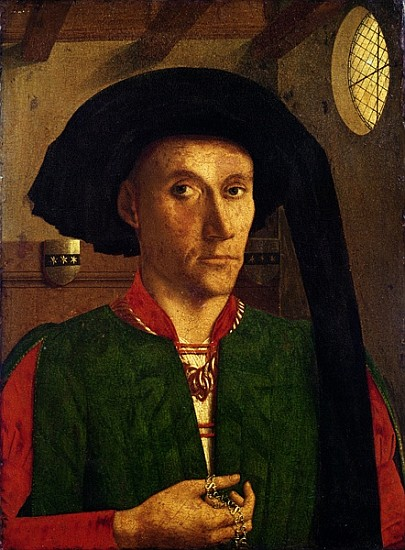
ペトルス・クリストゥス『エドワード・グリムストンの肖像』(1446年)、ナショナル・ギャラリー (ロンドン)。クリストゥスはヤン・ファ、ン・エイクの影響を受けており、この正式な肖像画は、人物が金羊毛騎士団に入団したのを記念している点で、『ラノワの肖像』 と類似した機能を有している。

ヤン・ファン・エイクの現存する初期の典型的な肖像画は、モデルの人物が自身の職業と階級を表す象徴を持っている姿を表わしたものである。右前方をじっと見つめているボードワンは正式なポーズで表されており、右手に自身の地位を示す官杖を持ち、小指には金の指輪をつけている。彼は儀礼的な服装に身を包み、首には金羊毛騎士団のカラーを着けている。この騎士団は1430年に創設されたもので、ヨーロッパ一のエリート騎士団であった。
手の置き方は、『ティモテオスの肖像』 (ロンドン・ナショナル・ギャラリー) と似ているが、人物は画面の中にゆったりと収まっており、斜めに突き出た官杖が空間の奥行きを示唆している。コートには刺繍されたオークの葉、あるいはシダのような形をした金色のモティーフがある。コートは、首と手首の部分に赤い毛皮の縁取りがある。彼の大きなフェルト帽は、1434年のヤン・ファン・エイク作品『アルノルフィーニ夫妻像』 (ロンドン・ナショナル・ギャラリー) でジョヴァンニ・アルノルフィーニが被っている帽子に似ている。
画家は、人物の顔立ちを強調するために現実からいくつもの逸脱をしている。とりわけ、彼の頭部は胴体に比べて大きすぎる。しかしながら、画家は肖像を理想化することは何もしておらず、15世紀初期の理想化の痕跡をまったく残さずに人物を実際に見えるように提示している。
X線分析によると、絵画の板は木目が1205年から1383年に成長したことを示しており、その板は、絵画館 (ベルリン) の『ジョヴァンニ・ディ・ニコラオ・アルノルフィーニの肖像』 (1438年ごろ) 、および通常ファン・エイクと工房に帰属される、フィラデルフィア美術館の『聖痕を受ける聖フランチェスコ』 (1430-1432年ごろ)  の板と同じ木から採られている。